# Festuca pyrenaica
Festuca pyrenaica là một loài thực vật có hoa trong họ Hòa thảo. Loài này được Reut. mô tả khoa học đầu tiên năm 1861.